# Barrage de Naramata
Le barrage de Naramata est un barrage sur la rivière Naramata à Minakami au Japon. La construction du barrage commença en 1973 et se termina en 1990. Long de 520 m et haut de 158 m, il est associé à une centrale hydroélectrique d'une capacité de 12,2 MW.